# 高洪波 (作家)
高洪波（1951年12月—），笔名向川，男，内蒙古开鲁县人，中华人民共和国作家，现任中国作家协会副主席。

## 生平
高的父亲原为开鲁县委书记，后一度被调往到贵州毕节，1966年又被调往北京。高于1969年参军，在云南服役，1971年发表处女作《号兵之歌》。1978年，高离开部队转业，任《文艺报》新闻部副主任。1980年代初期，高转向儿童文学创作，写出了诗歌《我想》，散文集《悄悄话》、《鸽子树的传说》等优秀作品。1988年，高毕业于北京大学首届作家班。